# Ми-шужук
Ми-шужук — страва казахської кухні, казахська домашня ковбаса.

## Опис
Необхідні продукти: 250 г мозку, 150 г баранини, 1\2 склянки рису, 3 шт. цибулини, 200 г баранячих кишок, сіль, перець за смаком.
Для гарніру: 4 салатних огірка, або 4 червоних помідора, 1\2 склянки зеленого консервованого горошка, зелень кропу.

## Приготування
Мізки вимочити у холодній воді приблизно годину, зняти плівку.
Мясо баранини нарізати на дрібні шматки і пропустити через мясорубку з дрібними отворами. Цибулю дрібно нарізати. Рис перебрати і добре промити, ошпарити і відкинути на сито, потім обдати холодною водою і дати стекти. Підготовлені продукти — фарш, порізані мізки, цибулю, рис — з'єднати і заправити перцем, сіллю, додати холодної кип'яченої води, розмішати, щоб маса нагадувала напіврідку кашу. Баранячі кишки добре промити, зав'язати шпагатом один кінець, а через другий начинить підготовленою масою, зав'язати шпагатом. Зробити кілька проколів голкою. Ковбаски довжиною 35-40 см опустити в каструлю з кип'ячою підсоленою водою. Варить на слабому вогні до готовності.
Готову ковбасу — ми — шужук, витягнуть з відвару, підвісити для охолодження. Порізати на порції, положить на тарілки, гарнірувати овочами, порізаними шматочками і посипати дрібно нарізаним зеленим кропом.